# Lennart Eliasson (biolog)
Gustav Lennart Eliasson, född 17 februari 1925 i Ronneby landsförsamling, Blekinge län, död 24 oktober 2009, var en svensk botaniker. Han disputerade 1963 vid Lunds universitet och blev 1973 professor i växtfysiologi vid Umeå universitet. 1981 efterträdde han Torsten Hemberg på posten som professor i växtfysiologi vid Stockholms universitet. Han invaldes 1983 som ledamot av Vetenskapsakademien.